# Evan Longoria
Evan Michael Longoria (Downey, California, 7 de octubre de 1985) es un beisbolista estadounidense. Juega para Arizona Diamondbacks y su posición habitual es tercera base. Es internacional con la Selección de béisbol de Estados Unidos

## Trayectoria
Los padres de Longoria son de ascendencia mexicana (padre) y su madre de ascendencia ucraniana. Longoria inició su carrera profesional en el año 2008 con Tampa Bay Rays y esa misma temporada ganó el reconocimiento como novato del año por la Liga Americana. Asimismo, junto a su equipo logró llegar a la Serie Mundial enfrentando a Philadelphia Phillies. 
En 2009 y en 2010 se hizo acreedor del Guante de Oro.
Fue All-Star en los años:
2008: Tampa Bay (AL)
2009: Tampa Bay (AL)
2010: Tampa Bay (AL)
En los Rays ganó el  "HEART AND HUSTLE AWARD" 
2009: Tampa Bay (AL)
2010: Tampa Bay (AL)
El 20 de diciembre de 2017 fue cambiado a los San Francisco Giants, junto con Christian Arroyo, Matt Krook y Stephen Woods, a cambio de Denard Span.